# Head over Heels (песня Tears for Fears)
«Head over Heels» (с англ. — «По уши влюблён») — песня британской группы «Tears for Fears». Она была написана Роландом Орзабалом и Куртом Смитом и исполнена Орзабалом. Это был десятый релиз группы в Великобритании (четвёртый из альбома Songs from the Big Chair) и восьмой, вошедший в топ-40 в Великобритании, достигнув двенадцатой позиции в июле 1985 года. Это был третий сингл альбома, выпущенный в США; как и предыдущие синглы, он стал хитом и занял третье место в чарте Billboard Hot 100. Во время релиза в Великобритании ограниченным изданием был выпущен диск в виде четырёхлистного клевера (отсылка к словам песни). Песня также достигла международного успеха, попав в Топ-40 в нескольких странах.

## Предыстория
«Head over Heels» создавалась в течение двух лет как сэгуэ к песне «Broken», которая изначально была стороной «Б» к синглу «Pale Shelter» 1983 года. Поскольку у этих песен один и тот же мотив на фортепиано/синтезаторе, «Head over Heels» в конечном итоге стала исполняться между двумя частями «Broken» на концертах. Также в окончательном трек-листе Songs from the Big Chair «Head Over Heels» расположена между студийной записью «Broken» и концертной версией (записанной на концерте, который был выпущен на VHS-кассете «In My Mind’s Eye»).
Главный вокал в песне принадлежит Роланду Орзабалу, а Курт Смит поёт на подпевке во втором куплете.

### Значение
Это, по существу, романтическая песня и один из самых простых треков, которые Tears for Fears когда-либо записывали. Это романтичная песня, которая под конец немного отклоняется от своего направления.
—Роланд Орзабал
Оригинальный текст (англ.)It is basically a romantic love song and one of the most simple tracks that Tears for Fears have ever recorded. It is a romance song that goes a bit perverse at the end.

## Версии песни
С момента выпуска у «Head over Heels» вышло только три официальных ремикса.
12-дюймовая версия была названа «Preacher Mix» и представляет собой расширенный ремикс на «Broken / Head Over Heels / Broken». Микс был сделан продюсером Крисом Хьюзом и содержит необычное интро, в котором Орзабал декламирует слова «I Believe» в стиле проповедника. Этот микс содержит единственную выпущенную студийную запись репризы «Broken» (концертной версии в альбоме Songs from the Big Chair). Также в ремиксе отсутствует вокал и гитарная линия, в отличие от альбомной версии «Broken».
7-дюймовый ремикс был сделан Дэвидом Баскомбом; он завершается после слов «time flies», а не переходит в репризу «Broken» как в альбоме.
Существует также уникальная версия для радио, которая была выпущена как сингл с двумя сторонами «А» с основным ремиксом на другой стороне. Она была выпущена на радио только для продвижения и имеет номер IDEDJ 10 в каталоге. Радиомикс отличается от основного тем, что в нём пропущен фланжер после второго припева и отсутствуют слова «time flies» в конце. В эту версию сингла не входит «When in Love with a Blind Man».

## Сторона «Б»
«When in Love with a Blind Man» — короткая песня, которая была стороной «Б» к синглу «Head over Heels». Она была исполнена басистом Куртом Смитом; кроме того, в ней присутствует игра на синтезированной сякухати, что было популярным мотивом для поп-музыки в 1980-х годах.

Эта песня предшествовала треку под названием «The Working Hour» из альбома Big Chair. Мотив идентичен; это то, что сделал Иэн (Стэнли), и куда я позже добавил мелодию и лирику. Она была записана в The Wool Hall и была стороной «Б» для «Head over Heels».
—Роланд Орзабал
Оригинальный текст (англ.)This song predates a track called 'The Working Hour' from the Big Chair album. The motif is identical; it's something Ian (Stanley) came up with which I later put melody and lyrics to. It was recorded in The Wool Hall and was the b-side to 'Head over Heels'.

## Видеоклип
Видеоклип «Head Over Heels», снятый в июне 1985 года, стал четвёртым клипом Tears for Fears, срежиссированным клипмейкером Найджелом Диком. По сравнению с другими клипами группы он вышел довольно беззаботным; сюжет сосредоточен на попытках Роланда Орзабала привлечь внимание библиотекаря (Джоан Денсмор), в то время как различные персонажи (многих из которых играют остальные участники группы), включая шимпанзе в майке Ред Сокс, дурачатся в библиотеке. В заключительной сцене Орзабал и библиотекарь показаны в качестве пожилой супружеской пары. Видео было снято в библиотеке Эммануэль-колледжа в Торонто, Канада.

## В популярной культуре
Редактированная версия «Head over Heels» вошла в саундтрек фильма 2001 года «Донни Дарко». По словам режиссёра Ричарда Келли в комментариях на DVD, сцена, в которой была использована песня, была написана и поставлена специально с учётом этой песни. Британская певица и автор песен Леона Льюис использовала сэмпл «Head over Heels» для своей песни «Favourite Scar», вошедшей в её третий студийный альбом Glassheart (2012).

## Форматы и трек-лист

### 7": Mercury / IDEA10 (UK)
1. «Head over Heels» (Remix) — 4:14
2. «When in Love with a Blind Man» — 2:22

- Также был выпущен в формате сингла 10" (IDEA1010) и диска в виде четырёхлистного клевера (IDPIC10)

### 12": Mercury / IDEA1012 (UK)
1. «Broken/Head over Heels/Broken» (Preacher Mix) — 7:53
2. «Head over Heels» (Remix) — 4:14
3. «When in Love with a Blind Man» — 2:22

### CDV: Mercury / 080 062-2 (UK)
1. «Head over Heels» (Remix) — 4:14
2. «Sea Song» — 3:52
3. «The Working Hour» — 6:27
4. «Mothers Talk» (U.S. remix) — 4:14
5. «Head over Heels» (видео)

## Чарты и сертификации
| Чарт (1985—1986)                               | Наивысшая позиция |
| ---------------------------------------------- | ----------------- |
| Kent Music Report                              | 21                |
| Бельгия/Фландрия (Ultratop 50)                 | 18                |
| Великобритания (OCC UK Singles)                | 12                |
| Германия (GfK)                                 | 55                |
| Ирландия (IRMA)                                | 5                 |
| The Record                                     | 11                |
| Канада (RPM Top Singles)                       | 8                 |
| Нидерланды (Single Top 100)                    | 29                |
| Новая Зеландия (Recorded Music NZ)             | 12                |
| США (Billboard Adult Contemporary)             | 5                 |
| США (Billboard Hot 100)                        | 3                 |
| Hot Dance Music/Maxi-Singles Sales (Billboard) | 49                |
| США (Billboard Mainstream Rock)                | 7                 |
| Cashbox                                        | 3                 |
| IFOP                                           | 53                |

| Чарт (1985)       | Позиция |
| ----------------- | ------- |
| Top Singles (RPM) | 81      |
| Billboard Hot 100 | 60      |
| Cashbox           | 28      |